# Uściąż-Kolonia
Uściąż-Kolonia (prononciation [ˈuɕt͡ɕɔ̃ʂ kɔˈlɔɲa]) est un village de la gmina de Karczmiska du powiat d'Opole Lubelskie dans la voïvodie de Lublin, située dans l'est de la Pologne.
Il se situe à environ 7 kilomètres au nord de Karczmiska (siège de la gmina), 15 kilomètres au nord d'Opole Lubelskie (siège du powiat) et 43 kilomètres à l'ouest de Lublin (capitale de la voïvodie).

## Histoire
De 1975 à 1998, la ville est attachée administrativement à l'ancienne Lublin.

Depuis 1999, elle fait partie de la nouvelle voïvodie de Lublin.